# Ôn Lương
Ôn Lương là một xã thuộc huyện Phú Lương, tỉnh Thái Nguyên, Việt Nam.

## Địa lý
Xã Ôn Lương nằm ở phía tây huyện Phú Lương, có vị trí địa lý:
- Phía đông giáp xã Phủ Lý và xã Yên Đổ
- Phía tây giáp huyện Đại Từ và huyện Định Hóa
- Phía nam giáp xã Hợp Thành
- Phía bắc giáp huyện Định Hóa.

Xã Ôn Lương có diện tích 17,11 km², dân số năm 1/4/2019 là 3.300 người, mật độ dân số đạt 193 người/km².
Trên địa bàn Ôn Lương có một số dòng suối là chi lưu của sông Đu, có đường liên huyện nối với thị trấn Đu và tỉnh lộ 264 tại huyện Đại Từ.

## Lịch sử
Xã Ôn Lương được thành lập vào năm 1954 trên cơ sở chia xã Tam Hợp của thành ba xã là Tân Thành, Hợp Thành và Phủ Lý.
Ngày 7 tháng 4 năm 1974, Bộ Nội vụ ban hành Quyết định số 136-NV đổi tên xã Tân Thành thành xã Ôn Lương như hiện nay. 

## Hành chính
Xã Ôn Lương được chia thành 8 xóm: Bản Đông, Cây Thị, Đầm Rum, Na Pặng, Na Tủn, Khau Lai, Thâm Trung, Xuân Trường.

## Kinh tế - xã hội
Ôn Lương là một trong 5 xã nằm trong dự án xây dựng vùng sản xuất lúa nếp vải đặc sản của UBND huyện Phú Lương. Thế mạnh của xã là có nhiều rừng, đất sản xuất nông nghiệp, có diện tích nuôi trồng thủy sản, chăn nuôi gia súc, gia cầm.
Ôn Lương cũng là một trong 19 xã An toàn khu (ATK) của tỉnh Thái Nguyên.